# Podróż pani Noah
Podróż Pani Noah (Come Back Mrs. Noah) – brytyjski sitcom w konwencji science fiction, stworzony przez spółkę autorską Jeremy Lloyd i David Croft. Odcinek pilotowy został wyemitowany 13 grudnia 1977, zaś premierowa emisja regularna trwała od 17 lipca do 14 sierpnia 1978 roku na BBC One. Wyprodukowano jedną serię, liczącą sześć odcinków. W roli tytułowej występowała Mollie Sugden.

## Opis fabuły
Akcja serialu rozgrywa się w roku 2050. Dzięki dochodom z podmorskich złóż ropy naftowej, Wielka Brytania stała się najzamożniejszym państwem świata zachodniego, co pozwala jej m.in. prowadzić ambitny program kosmiczny. W chwili rozpoczęcia akcji trwają właśnie ostatnie przygotowania do startu obliczonej aż na 60 lat misji kosmicznej z udziałem 500 uczestników. Pani Gertrude Noah, niemłoda już gospodyni domowa, która wygrała konkurs kulinarny organizowany przez jeden z magazynów, otrzymuje w nagrodę wycieczkę po pokładzie statku kosmicznego. W czasie jej pobytu dochodzi do awarii, w wyniku której statek zostaje wystrzelony w kosmos z nieświadomą niczego kobietą, towarzyszącym jej dziennikarzem oraz trzema raczej nieporadnymi członkami załogi. Osią dalszych odcinków są próby sprowadzenia statku z powrotem na Ziemię. 

## Obsada
- Mollie Sugden jako pani Gertrude Noah
- Ian Lavender jako Clive Cunliffe
- Donald Hewlett jako Carstairs
- Michael Knowles jako Fanshaw
- Gorden Kaye jako prezenter telewizyjny
- Joe Black jako Garstang
- Tim Barrett jako Garfield Hawk
- Ann Michelle jako Scarth Dare